# Евартс (Кентаки)
Евартс (енгл. Evarts) град је у америчкој савезној држави Кентаки.

## Демографија
По попису из 2010. године број становника је 962, што је 139 (-12,6%) становника мање него 2000. године.
| Група             | 2000.         | 2010.       |
| Белци             | 1.041 (94,6%) | 905 (94,1%) |
| Афроамериканци    | 31 (2,8%)     | 29 (3,0%)   |
| Азијати           | 1 (0,1%)      | 1 (0,1%)    |
| Хиспаноамериканци | 7 (0,6%)      | 11 (1,1%)   |
| Укупно            | 1.101         | 962         |